# Háromhuta
Háromhuta község Borsod-Abaúj-Zemplén vármegye Sárospataki járásában.

## Fekvése
A Zempléni-hegység mélyén fekszik, a vármegyeszékhely Miskolctól közúton körülbelül 70 kilométerre északkeletre. Három (négy), többé-kevésbé különálló településrészből áll, melyek közül Óhuta fekszik legnyugatabbra, a hegységet keresztirányban átszelő országút mentén, Középhuta és Újhuta pedig az úttól több kilométerrel keletebbre. Negyedik településrészének tekinthető az az újabb keletkezésű kis települési alközpont, amely a Közép- és Újhutára vezető elágazás mellett, valamelyest Óhutától is elkülönülten jött létre.
A közvetlenül szomszédos települések: északkelet felől Nagyhuta, kelet felől Makkoshotyka, délkelet felől Komlóska, dél felől Erdőhorváti, délnyugat felől Mogyoróska, nyugat felől pedig Regéc. Erdőhorvátitól és Regéctől is nagyjából 9-9 kilométerre található, a többi határos községtől ennél nagyobb távolság választja el. A legközelebbi nagyobb város a mintegy 30 kilométerre fekvő Sárospatak.

### Megközelítése
Csak közúton közelíthető meg, Fony-Regéc és Tolcsva-Erdőhorváti érintésével egyaránt a 3716-os úton. Ez az út is csak Óhuta településrészen húzódik végig, Középhuta és Újhuta csak arról az útról letérve, a 37 135-ös szám,ú mellékúton érhető el. Újhutától vezet ugyan egy szerpentines erdészeti út Pálháza felé is, de ezen szinte biztosan korlátozott a gépjárműforgalom.

## Története
A Regéc (akkori nevén Regécke) határához tartozó erdős hegyvidéken II. Rákóczi Ferenc alapított üveghutát 1698-ban, ahol 1916-ig folyt az üveggyártás, tokaji borospalackokat gyártottak itt. Az üveggyárhoz kapcsolódóan alakult ki a három telep, Regéchuta, Középhuta és Új-Regéchuta (mai nevükön Óhuta, Középhuta és Újhuta). Ezek a 19. század utolsó harmadában Regéctől elválva együttesen alakultak önálló községgé Háromhuta vagy Regéci-Háromhuta néven. Az üveggyár bezárása után a falu lakói erdőgazdálkodásból éltek, a mezőgazdaság csak másodlagos szerepet töltött be, ezért a téeszesítés is elkerülte a települést, és vele együtt a modernizáció is. A második világháború után sok szlovák származású lakó vándorolt el a csehszlovák–magyar lakosságcsere következtében.

## Közélete

### Polgármesterei
- 1990–1994: Tarnóczi Bernát (független)[4]
- 1994–1998: Tarnóczi Bernát (független)[5]
- 1998–2002: Karmanóczki László (független)[6]
- 2002–2006: Verbóvszki Károly (független)[7]
- 2006–2010: Verbovszki Károly (független)[8]
- 2010–2014: Verbovszki Károly (független)[9]
- 2014–2019: Verbovszki Károly (független)[10]
- 2019–2024: Verbovszki Károly (független)[11]
- 2024– : Verbovszki Károly (független)[1]

## Népesség
A település népességének változása:
| Lakosok száma | 125  | 118  | 109  | 97   | 117  | 112  | 108  |
|               | 2013 | 2014 | 2015 | 2021 | 2022 | 2023 | 2024 |

A 2001-es népszámlálás adatai szerint a településnek csak magyar lakossága volt.
A 2011-es népszámlálás során a lakosok 86,1%-a magyarnak, 12,2% szlováknak mondta magát (13,9% nem válaszolt; a kettős identitások miatt a végösszeg nagyobb lehet 100%-nál). A vallási megoszlás a következő volt: római katolikus 71,3%, református 3,5%, görögkatolikus 2,6% (22,6% nem válaszolt).
2022-ben a lakosság 88,9%-a vallotta magát magyarnak, 4,3% szlováknak, 0,9% ukránnak, 3,4% egyéb, nem hazai nemzetiségűnek (10,3% nem nyilatkozott; a kettős identitások miatt a végösszeg nagyobb lehet 100%-nál). Vallásuk szerint 41% volt római katolikus, 6% református, 7,7% görög katolikus, 2,6% felekezeten kívüli (41,9% nem válaszolt).

## Nevezetességek
Középhután áll az 1870-ben épült római katolikus templom, ugyanitt egy műemléki védelem alatt álló népi lakóház is található. Óhutáról észak felé a Pálos-forráshoz, dél felé a Kis- és Nagy-Gömböc-kövek mellett elhaladva, a Rejtek-réten és a Görgeteg sétányon átkelve a Babuka-tóhoz juthatunk el.

## Képek

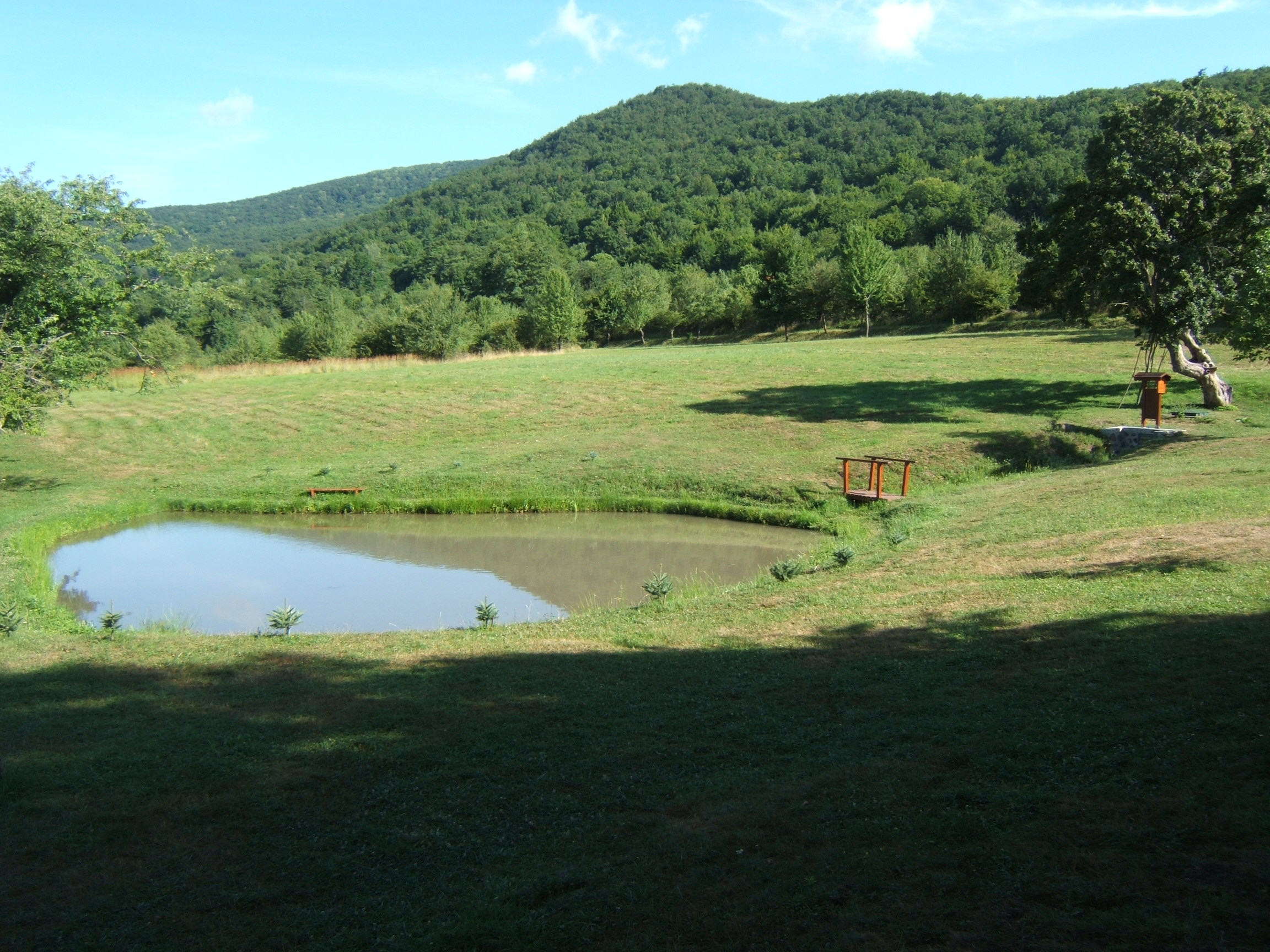
A Pálos-forrás és környéke
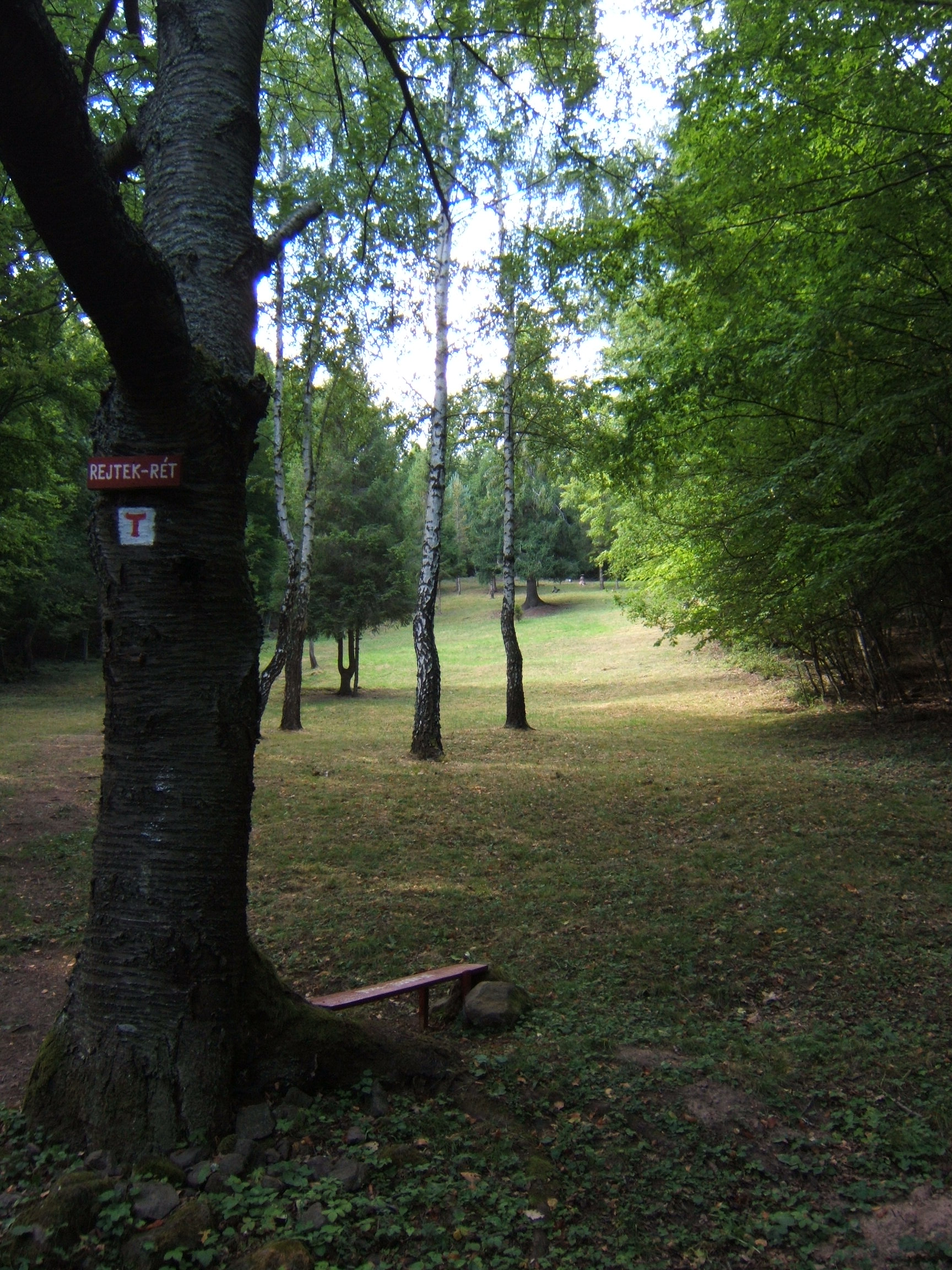
A Rejtek-rét
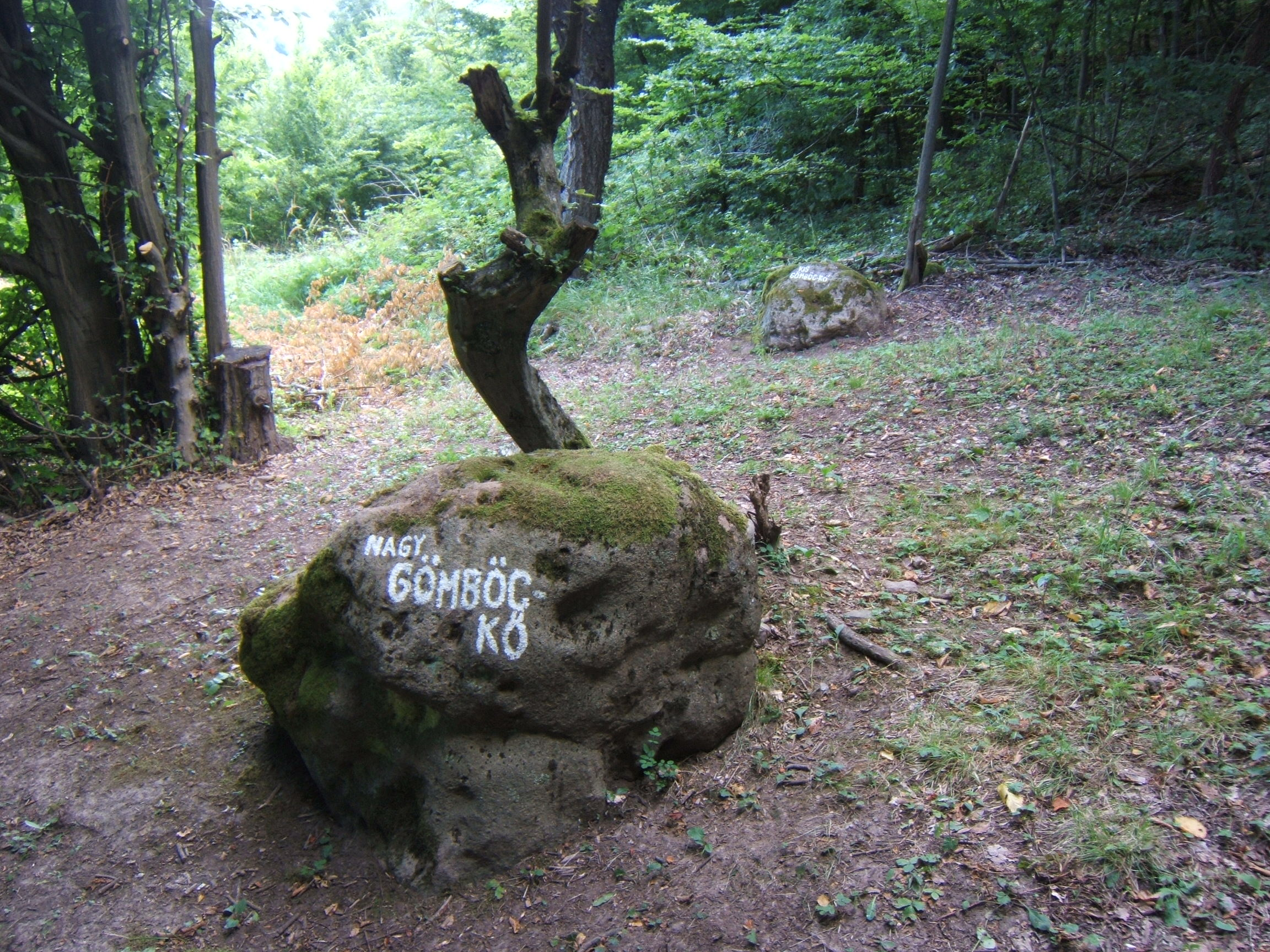
A Gömböc-kövek
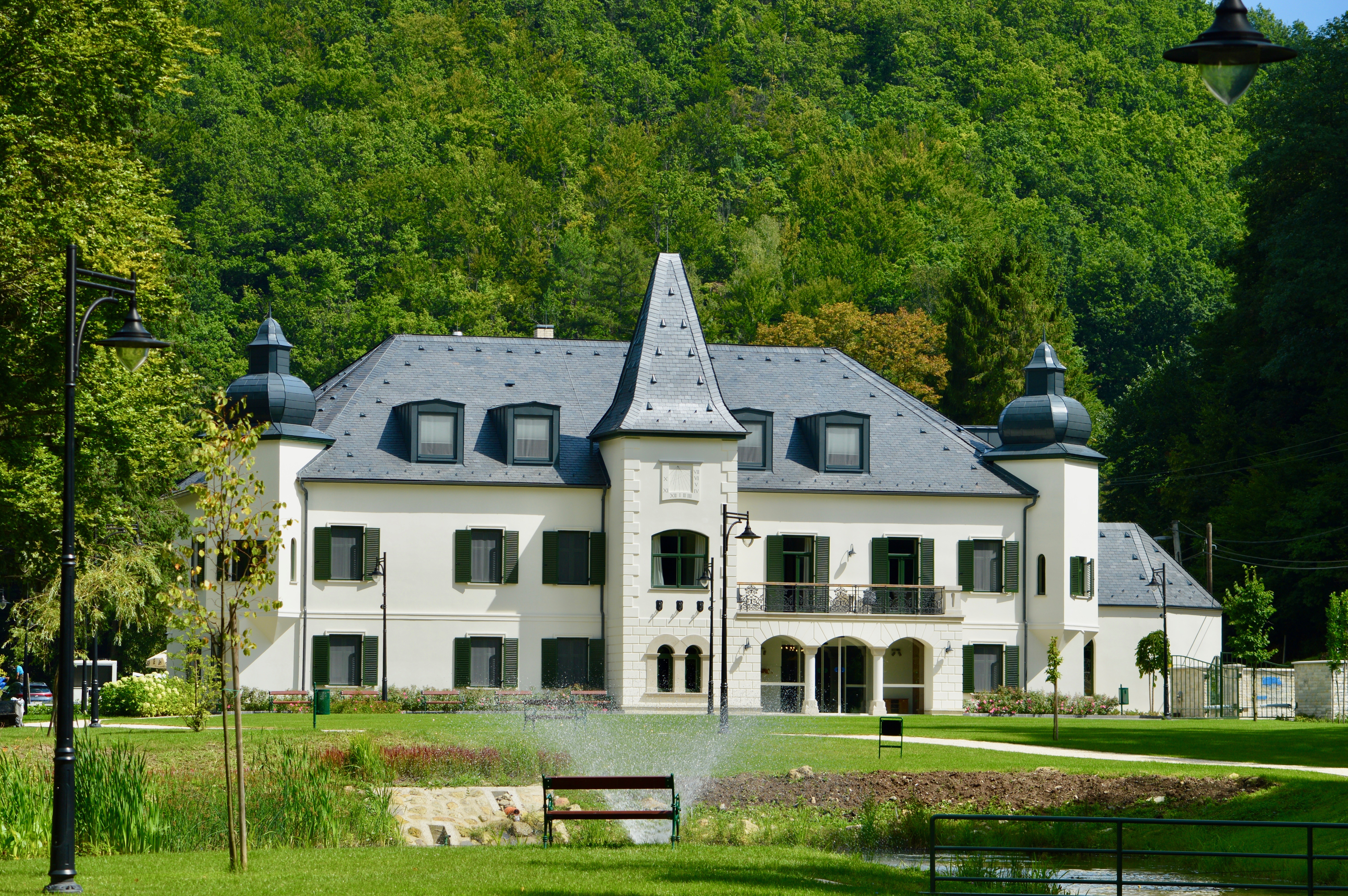
Az egykori Bretzeinheim-Waldbott vadászkastély